# الباسو
الباسو (به لاتین: Albasu) یک سکونتگاه مسکونی در نیجریه است که در کانو واقع شده‌است.

## خصوصیات
الباسو ۳۹۸ کیلومترمربع مساحت و ۱۹۰٬۱۵۳ نفر جمعیت دارد.